# Robert Kościelniakowski
Robert Tomasz Kościelniakowski (ur. 3 maja 1964 w Warszawie) – polski szablista, dwukrotny medalista mistrzostw świata, złoty medalista uniwersjady.
Na mistrzostwach świata w Sofii w 1986 zdobył drużynowo srebrny medal (partnerami byli: Tadeusz Piguła, Janusz Olech, Andrzej Kostrzewa, Krzysztof Koniusz). Na rozgrywanych rok później mistrzostwach świata w Lozannie wywalczył brązowy medal w turnieju indywidualnym. Wyprzedzili go jedynie Francuz Jean-François Lamour i Węgier György Nébald.
Podczas igrzysk olimpijskich w Seulu (1988) w turnieju indywidualnym odpadł w eliminacjach i został sklasyfikowany na 18. miejscu, zaś z drużyną zajął 5. miejsce. Cztery lata później, na igrzyskach w Barcelonie indywidualnie był siódmy, a w drużynie szósty.
Był zawodnikiem warszawskich klubów: Marymontu i Legii. Sześciokrotnie zdobywał złote medale mistrzostw Polski (dwa indywidualnie, cztery drużynowo).
Szermierzem był także jego ojciec, Andrzej Kościelniakowski.